# Seb Toussaint
Seb Toussaint est un artiste et muraliste franco-britannique né à Caen le 5 juin 1988.
Issu de la scène ultra, il est principalement reconnu pour son projet de street-art Share the Word commencé en 2013.
Dans le cadre de ce projet, il a réalisé plus de 200 fresques représentant des mots proposés par des habitants de différents pays. Ces mots lui servent également de base pour son travail de peinture sur toile.

## Biographie
Né en Normandie d’un père français et d’une mère britannique, Seb Toussaint réalise ses premières créations (tifos, bâches, gadgets…) à l’adolescence au sein du Malherbe Normandy Kop, groupe de supporteurs du club de football de sa ville natale. Il commence dans le même temps à graffer dans les rues de sa région.
En 2011 et 2012, il effectue un tour du monde à vélo avec deux amis d’enfance et en profite pour perfectionner son art sur les murs des pays visités. Ce voyage lui donne l’idée de créer le projet Share the Word.
En 2019, il réalise une fresque sur le belvédère du Mont des Avaloirs, point culminant du Massif armoricain et du Grand-Ouest de la France.
Il lance en septembre 2020 une collection de vêtements en collaboration avec le Stade Malherbe Caen, club de football de Ligue 2.
En 2023, son tableau Saisons à Giverny est acquis par le musée des Impressionnismes de Giverny.

## Share the Word Project
En 2013, il crée le collectif Outsiders Krew avec le photographe normand Spag Bertin et démarre à ses côtés le projet Share the Word (« Partager le mot »).
Durant chaque épisode de ce projet, Seb Toussaint passe un mois au sein d’une communauté marginalisée — bidonvilles, favelas, camps de réfugiés… — et demande aux habitants de peindre sur leurs murs un mot qu’ils ont préalablement choisi. Les fresques réalisées servent ensuite de support pour raconter les histoires de ces anonymes et de leurs quartiers.

### Pays hôtes du projet
(De 2013 à aujourd’hui ; la ville et le quartier de résidence sont inscrits entre parenthèses.
- Indonésie (Jakarta, Kampung Bayur)
- Kenya (Nairobi, Mukuru Kayaba)
- Népal (Katmandou, Baisinghat)[11]
- Normandie (Caen, La Presqu'île)
- Colombie (Bogotà, Mariscal Sucre)
- Égypte (Le Caire, Mazarita)
- Philippines (Manille, Gagalangin)
- Éthiopie (Addis-Abeba, Lideta)
- France (Calais, jungle de Calais)
- Brésil (Rio de Janeiro, Santo Amaro)
- Inde (Mumbai, Phule Nagar)
- Irak (Kawergosk, Kawergosk Refugee Camp)
- Niger (Niamey, Kombo)
- Palestine (Naplouse / Balata)[12]
- France (Nanterre, bidonville rom)
- Ouganda (Nakivale, New Congo)
- Cote d'Ivoire (Abidjan, Le Trou)
- Mayotte (Ongojou)[13]
- Venezuela (Caracas, Petare)[14]
- Italie (Sicile, Favara)
- Kirghizstan (Bichkek, Zavodskoy Poselok)
- Mauritanie (Nouakchott, Zaatar)[15]
- El Salvador (San Salvador, Las Palmas)
- Thailande (Bangkok, Phra Chen)

Exemples d'œuvres du projet Share the Word :
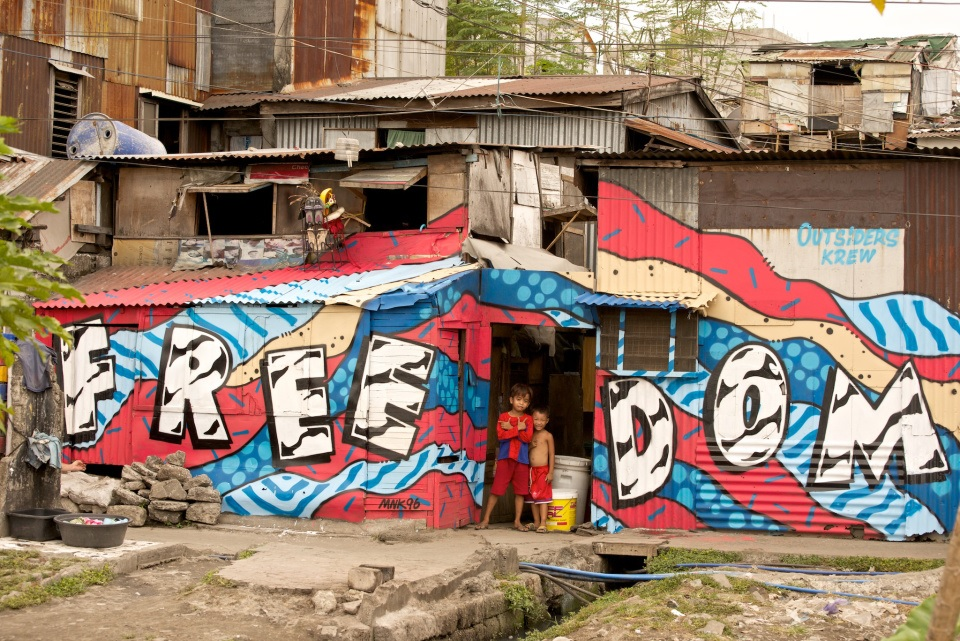
Freedom (Liberté) au bidonville de Gagalangin à Manille, 2016.
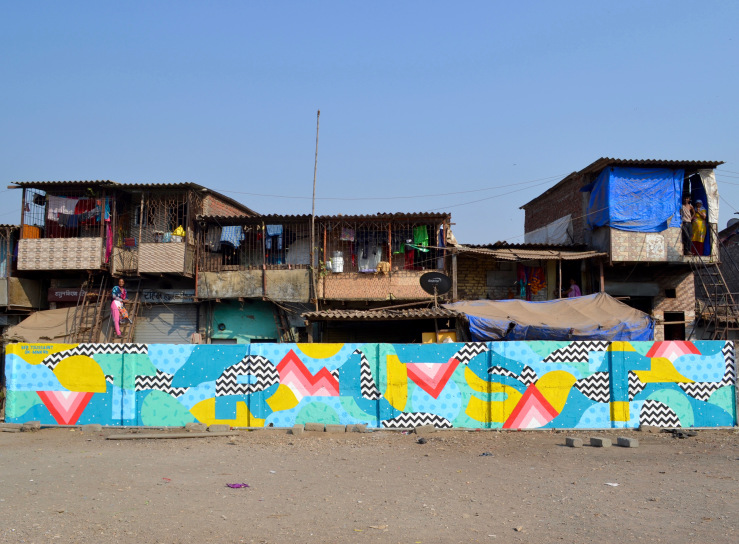
Trust (Confiance) à Bombay (Inde), 2017.
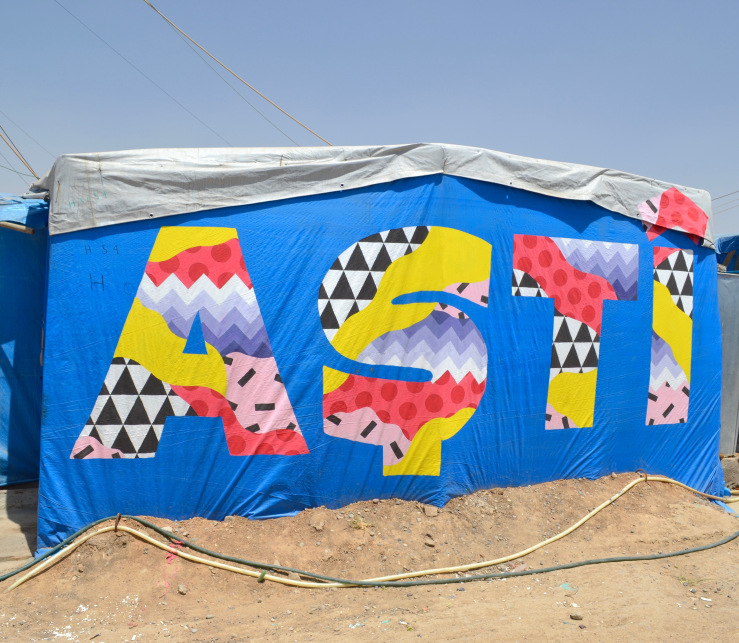
Au camp de réfugiés de Kawergosk (Irak), 2017.
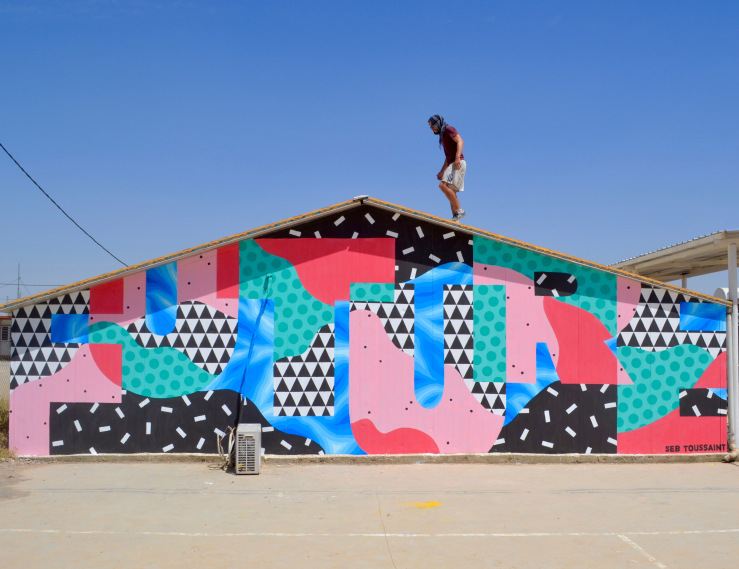
École à Kawergosk (Irak), 2017.
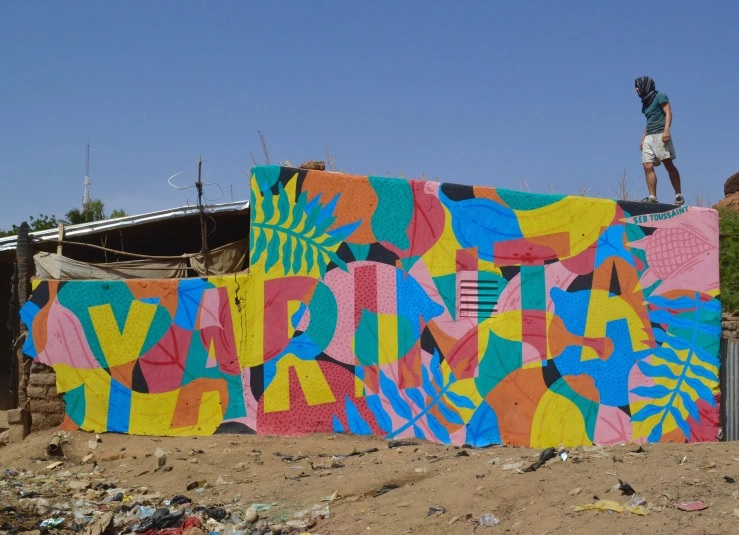
Yarinta (L'Enfance). Mot choisi par une habitante de Kombo, 2017.
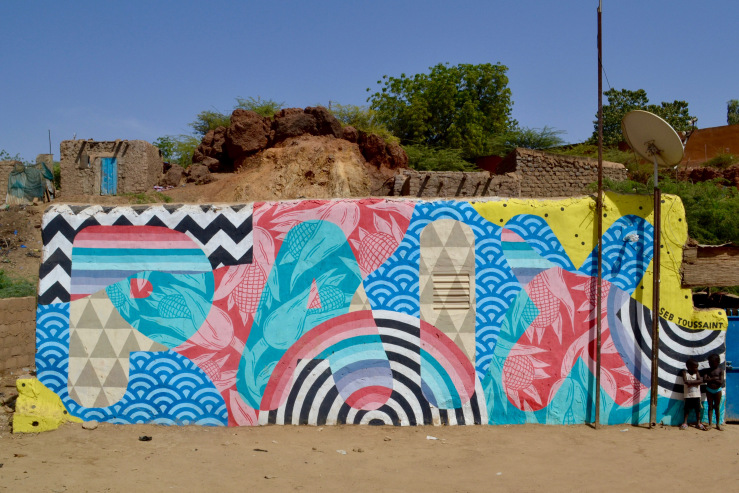
Paix sur une maison de Kombo au Niger, 2017.
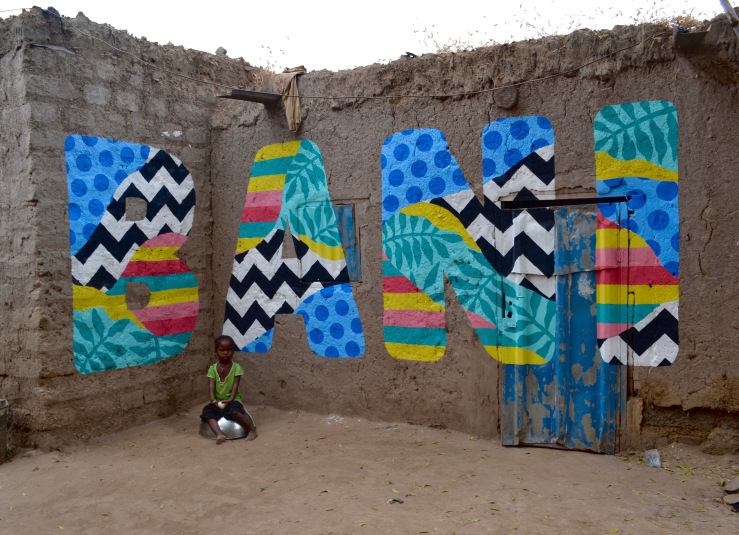
Bani sur un mur en banco, 2017.
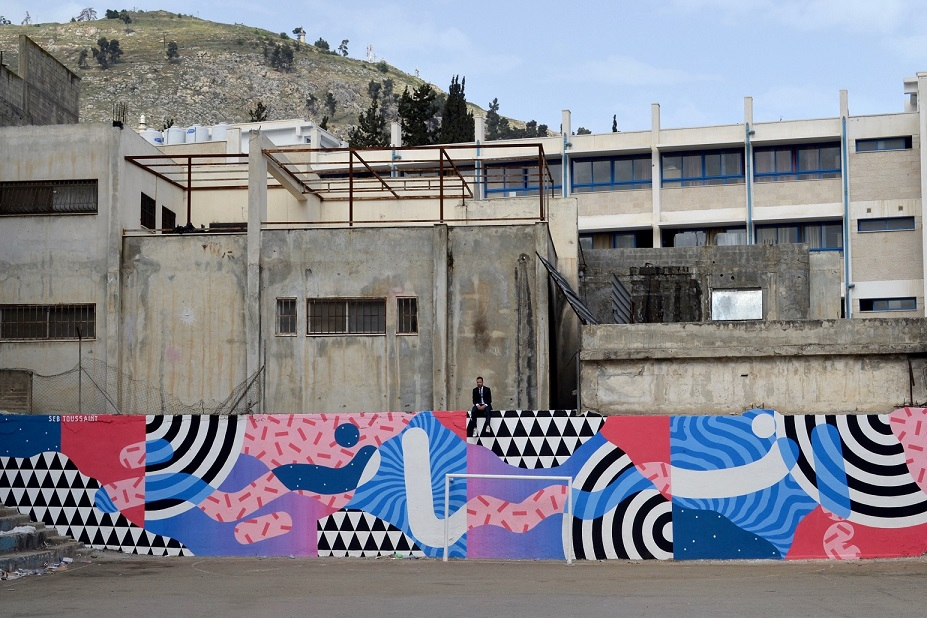
Humanité dans le camp de réfugiés de Balata en Palestine, 2018.
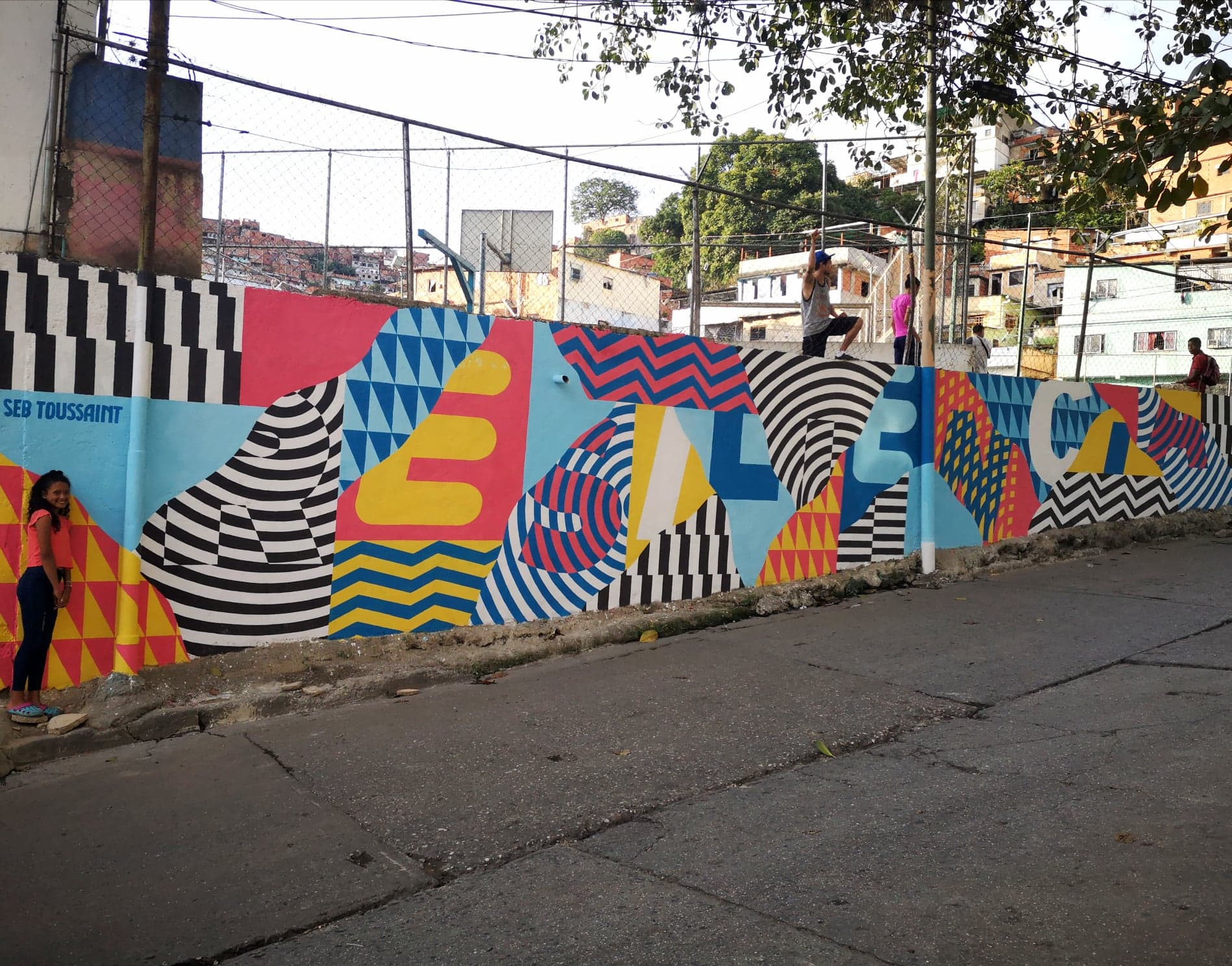
Resiliencia (Résilience), quartier de Petare, Caracas, 2019.
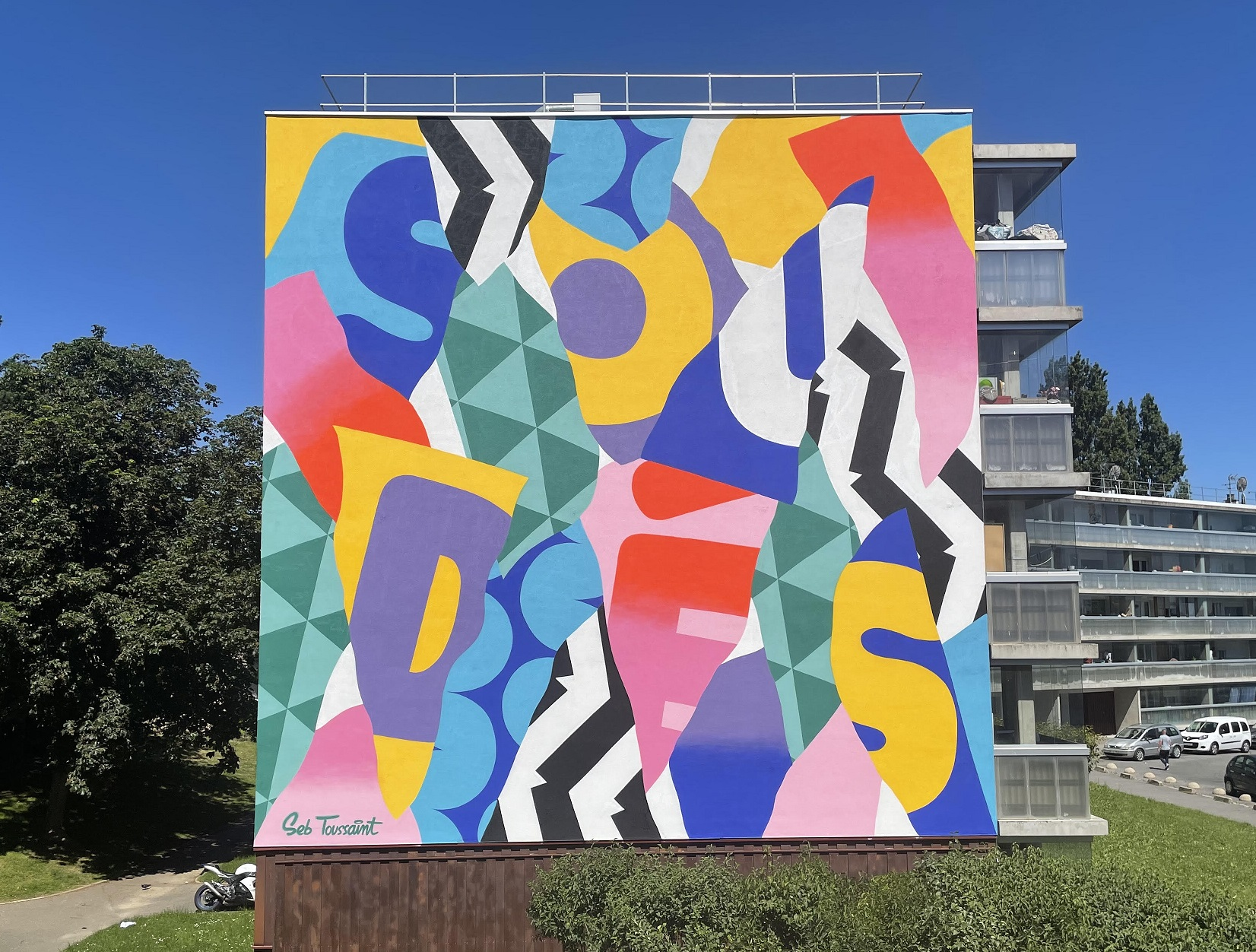
Soudés, quartier de La Fauconnière, Gonesse, 2021.

## Pazen Colombie
À l’été 2016, Seb Toussaint retourne à Bogota dans le quartier de Mariscal Sucre (lieu du 4e épisode de Share the Word deux ans plus tôt) pour y peindre une fresque géante répartie sur une dizaine d’habitations. Les habitants choisissent ensemble le mot Paz (« paix » en espagnol) pour exprimer leur souhait pour le futur du quartier.
Au même moment, le président de la Colombie Juan Manuel Santos et les FARC mènent des négociations pour aboutir à un accord de paix historique entre les deux parties. Ce concours de circonstance donne alors un coup de projecteur sur la fresque de Seb Toussaint qui recevra peu de temps après des félicitations publiques conjointes du président colombien et des FARC,.

## Expositions

### Expositions individuelles
2013
- Nossa!, CA-Champs-de-Mars, Saint-Lô, France[21].

2015
- Outsiders Krew, Galerie B'aux Arts Citoyens, Caen, France[22].

2016
- OK Art Show, Espace Kenere, Vannes, France[23].
- Peace, Le Mur, Cherbourg, France[24]
- Bogotà, Visaje Graffiti, Bogota, Colombie.

2017
- Quand Seb Toussaint fait parler les murs, CCFN-Jean Rouch, Niamey, Niger[25].

2018
- Chromatic Voices, Naplouse, Palestine[26].

2019
- Partage de mots, Abidjan, Cote d'Ivoire[27].

2020
- Esposizione Share The Word, Favara, Sicile[28].

2025
- Share The Word Project (exposition permanente), Museo della città del Mondo Palerme, Italie[29].

### Expositions collectives
2014
- Aux arts Citoyens, église du Vieux Saint-Sauveur, Caen, France.

2018
- Les Capucines de l'Art, avec C215, Babs, Guy Denning, Jimmy C, Jo Di Bona, Madame, Popay, Psyckoze, Stew et Théo Lopez. Paris, France[30].

2022
- It's street art time, avec Jérôme Mesnager, Ardif, Berthet One, Cofee, Lady K, OakOak. Paris, France[31].
- Boards to be solidaire, avec Hopare, Seth, Jef Aérosol, JonOne, Cope2, Speedy Graphito, eL Seed, L'Atlas, Astro, Monkey Bird. Paris, France[32]

2023
- Loading, avec Martha Cooper, Kashink, 1UP. Le Grand Palais, Paris, France[33].

2024
- Impressions urbaines, avec Zloty, C215, Jérôme Mesnager, Ardif. L'Atelier, jardins de l'Abbaye, Argenteuil, France[34].

2025
- Millénaire de Caen : le parcours d'œuvre[35], avec Vladimír Škoda, Georges Rousse, Françoise Pétrovitch, Charles Fréger, Lionel Sabatté, Vincent Mauger[36]. Caen, Normandie.
- Impressions urbaines #2, avec Hopare, Vinie, Jérôme Mesnager, Kan, Ardif, Sckaro, Théo Haggaï. Argenteuil, France.

## Publications
- Décalages. Périples à travers le football, participation, Éditions Salto et Myths, 2016[37].
- Stories From the Margins, auto-édition, 2017.
- Europe, Street Art et Graffiti, participation, Éditions Alternatives, 2019.